# Aeroporto di Bukoba
L'aeroporto di Bukoba (IATA: BKZ, ICAO: HTBU) è un aeroporto situato nella città di Bukoba, capoluogo della regione del Kagera, nel nord-ovest della Tanzania. È adiacente al Lago Vittoria.
Il faro non direzionale di Bukoba (Ident: BK) si trova sul campo.

## Storia
Il governo britannico costruì l'aeroporto come potenza coloniale durante gli anni della seconda guerra mondiale. Durante una completa ristrutturazione nel 2009 è stata allungata e asfaltata la pista, sono state create le vie di rullaggio e ampliato il terminal.

## Incidenti
- 6 novembre 2022: il volo Precision Air 494 è precipitato nel lago Vittoria mentre tentava di atterrare a Bukoba in condizioni di maltempo e scarsa visibilità. Diciannove persone sono rimaste uccise, compresi i due piloti che sono annegati prima che i soccorritori potessero raggiungerli.[6]